# 石川県道231号向瀬杉野屋線
石川県道231号向瀬杉野屋線（いしかわけんどう231ごう むこせすぎのやせん）は、石川県羽咋郡宝達志水町内を通る一般県道（石川県道）である。

## 概要
- 起点：石川県羽咋郡宝達志水町向瀬ク3番地先（ = 向瀬大橋西詰・石川県道300号氷見志雄線交点）
- 終点：石川県羽咋郡宝達志水町杉野屋ル186番地1地先（ = 杉野屋交差点・国道159号交点）

宝達志水町北部の山間部と国道159号とを結ぶ。広域的には、町の前身である羽咋郡北志雄村と同郡南邑知村を結ぶ唯一の道路であり、北志雄村から羽咋町（現在の羽咋市）へ至る最短ルートでもあった。起点のある宝達志水町向瀬は二級河川子浦川の支流・向瀬川の中流に位置し、向瀬川に架かる向瀬大橋詰めが起点である。起点からすぐに上り坂となり、切り通しを越えて菅原神社ミの部池（溜池）の右岸を経て、宝達志水町杉野屋の集落内に入り、終点に至る。

## 現況
車道の大半の区間が2車線（片側1車線）の幅員であるが、起点に近い向瀬および杉野屋の各集落内は1車線から1.5車線程度の幅員（4.5m）しかなく、普通自動車の行き違いが困難な区間も存在する。全区間、通年通行可能であり、杉野屋地内の603mには地下水を水源とする消雪パイプが設置されている。起終点の中間で羽咋広域農道と立体交差しており、羽咋広域農道が杉野屋大橋で当県道を跨いでいる。羽咋広域農道と当県道とは町道を介して接続している。歩道は終点に程近い、杉野屋地内に120m設置されている。
起点から約200mの地点は現在切り通しとなっているが、ここにはかつてトンネル（大谷内トンネル）が存在したが、2000年代に開鑿されて現存しない。
沿道には県道番号標識は立てられていないものの、起終点の交差点の角には案内標識の1つである「都道府県番号」（118の2-B・C）がそれぞれ立てられている。更に区間内には「石川県」と標示されたデリニエーターが複数立てられ、当県道番号のラベルが貼付されている。

## 歴史
- 1936年（昭和11年）6月26日：大谷内トンネル開通[4]。
- 1960年（昭和35年）10月15日：道路法（昭和27年法律第180号）第7条の規定に基づき、路線認定。

## 接続道路
- 石川県道300号氷見志雄線（羽咋郡宝達志水町向瀬・向瀬大橋西詰：起点）
- 国道159号（宝達志水町杉野屋・杉野屋交差点：終点）

## 周辺
- 向瀬川
- 向瀬会館
- 杉野屋集落センター
- 光照寺